# Comuna Sevirova, Florești
Comuna Sevirova este o comună din raionul Florești, Republica Moldova. Este formată din satele Sevirova (sat-reședință) și Ivanovca.

## Demografie
Conform datelor recensământului din 2014, comuna are o populație de 1.193 de locuitori. La recensământul din 2004 erau 1.270 de locuitori.

## Administrație și politică
Componența Consiliului local Sevirova (9 consilieri), ales la 5 noiembrie 2023, este următoarea:
|  | Partid                                       | Consilieri | Componență | Componență | Componență | Componență |
|  | -------------------------------------------- | ---------- | ---------- | ---------- | ---------- | ---------- |
|  | Partidul Acțiune și Solidaritate             | 4          |            |            |            |            |
|  | Mișcarea „Respect Moldova”                   | 2          |            |            |            |            |
|  | Partidul Schimbării                          | 2          |            |            |            |            |
|  | Partidul Socialiștilor din Republica Moldova | 1          |            |            |            |            |